# Università di Bristol
L'Università di Bristol (in inglese University of Bristol), nel sistema accademico del Regno Unito, è una delle cosiddette "red brick" universities. Ha ricevuto il suo Royal Charter nel 1909, anche se l'istituzione che ne fu antesignana, l'University College, era attivo già dal 1876.

## Rettori
- Winston Churchill (1929-1965)